# Butch Moore
James Augustine „Butch“ Moore (* 10. Januar 1938 in Dublin; † 3. April 2001) war ein irischer Sänger.

## Leben
Butch Moore, der schon vorher in diversen Bands sang, kam 1958 zur Showband The Capitol. Hier begann sein Aufstieg zu einem der bekanntesten irischen Sänger der 1960er Jahre. Es erschienen drei Nummer-1-Singles unter seinem Namen.
Als Gewinner der ersten irischen Vorauswahl durfte er beim Gran Premio Eurovisione della Canzone 1965 in Neapel antreten. Mit der Ballade Walking the Streets in the Rain erreichte er den sechsten Platz.
Moore entschloss sich 1970 in die USA überzusiedeln, wo er 1972 heiratete und zusammen mit seiner Frau als Duo Butch N Maeve auftrat. Zusätzlich unterhielt das Paar ein Pub in Massachusetts.
Butch Moore starb 2001 an einem Herzinfarkt.